# SM Tb III
SM Tb III, później SM Tb 3 – austro-węgierski torpedowiec z początku XX wieku, jedna z sześciu jednostek typu Tb I. Okręt został zwodowany 8 listopada 1909 roku w stoczni STT w Trieście, po czym wszedł do służby w Kaiserliche und Königliche Kriegsmarine 31 grudnia 1909 roku. W 1910 roku oznaczenie numeryczne jednostki zmieniono z cyfry rzymskiej na arabską (Tb 3). Okręt wziął czynny udział w I wojnie światowej, a w wyniku podziału floty po upadku Austro-Węgier został w 1920 roku przyznany Włochom i pływał we włoskiej służbie celnej do 1925 roku.

## Projekt i budowa
Prace nad projektem nowoczesnych przybrzeżnych torpedowców rozpoczęły się w Austro-Węgrzech w 1905 roku. Komitet Techniczny Kaiserliche und Königliche Kriegsmarine przedstawił trzy różne projekty jednostek o wyporności 110 ton, różniące się głównie układem napędowym (maszyny parowe lub turbiny) . Nie mając wystarczających doświadczeń z eksploatacją napędu turbinowego, w 1907 roku Komitet Techniczny zaprezentował ostateczny projekt napędzany maszynami parowymi z kotłami opalanymi ropą naftową . W celach porównawczych wysłano zapytania ofertowe do zagranicznych stoczni Germania, Schichau i Yarrow, ale po analizie najlepszy okazał się projekt rodzimy . Początkowo w stoczni Stabilimento Tecnico Triestino (STT) w Trieście złożono zamówienie na osiem okrętów tego typu, ale liczbę tę zmniejszono wkrótce do sześciu, gdyż zdecydowano się wybudować w stoczni Danubius we Fiume kolejnych sześć jednostek lekko zmodyfikowanego typu Tb VII . Torpedowce charakteryzowały się dwukominową sylwetką z wypukłym pokładem dziobowym („skorupa żółwia”), niewielką nadbudówką i pojedynczym masztem ustawionym w części rufowej. Mimo niewielkiej wyporności okręty typu Tb I mogły operować przy stanie morza 5–6 . Jednostki te były pierwszymi okrętami we flocie austro-węgierskiej wyposażonymi w kotły opalane wyłącznie paliwem płynnym, przez co nazywane były „okrętami naftowymi”.
Okręt zbudowany został w stoczni STT w Trieście (pod numerem stoczniowym 395) . Stępkę torpedowca położono 5 maja 1909 roku, a zwodowany został 8 listopada 1909 roku .

## Dane taktyczno-techniczne
SM Tb III był przybrzeżnym torpedowcem o długości na wodnicy 44,2 metra (43,3 metra między pionami), szerokości 4,4 metra i zanurzeniu 1,45 metra . Wyporność normalna wynosiła 116 ton . Okręt napędzany był przez trzycylindrową pionową maszynę parową potrójnego rozprężania o mocy 2500 KM, do której parę dostarczały dwa opalane paliwem płynnym kotły wodnorurkowe typu Yarrow . Jednośrubowy układ napędowy pozwalał osiągnąć maksymalną prędkość 28 węzłów .
Okręt wyposażony był w dwie pojedyncze wyrzutnie torped kalibru 450 mm, po jednej w części dziobowej i rufowej. Uzbrojenie artyleryjskie stanowiły dwa pojedyncze działa kalibru 47 mm SFK L/44 . Jednostka wyposażona była w reflektor, umieszczony na platformie przed pierwszym kominem.
Załoga okrętu składała się z 20 oficerów i marynarzy.

## Służba
SM Tb III został wcielony do służby w Kaiserliche und Königliche Kriegsmarine 31 grudnia 1909 roku. W 1910 roku oznaczenie torpedowca zmieniono z cyfry rzymskiej na arabską (SM Tb 3) . Przed wybuchem I wojny światowej torpedowiec brał udział w manewrach i ćwiczeniach floty austro-węgierskiej. W momencie wybuchu działań wojennych SM Tb 3 wraz z siostrzanymi jednostkami SM Tb 4, SM Tb 5 i SM Tb 6 wchodził w skład 17. i 18. Grupy Torpedowców Sił Obrony Lokalnej w Lussin. Jednostka pełniła głównie służbę patrolową wokół baz, eskortowała zespoły okrętów i używana była do trałowania.
Z powodu rozpadu monarchii habsburskiej 1 listopada 1918 roku na okręcie opuszczono po raz ostatni banderę KuKK. W wyniku przeprowadzonego w styczniu 1920 roku podziału floty austro-węgierskiej Tb 3 został przyznany Włochom. Jednostka używana była we włoskiej służbie celnej do 1925 roku .